# Seal Cove (Südgeorgien)
Die Seal Cove (englisch für Robbenbucht) ist eine kleine Bucht an der Nordküste Südgeorgiens. Sie liegt auf der Südseite der Lighthouse Bay, einer Nebenbucht der Cook Bay.
Wissenschaftler der britischen Discovery Investigations kartierten und benannten die Bucht zwischen 1929 und 1930.